# Alfred Perceval Graves
Alfred Perceval Graves (ur. 22 lipca 1846 w Dublinie, zm. 27 grudnia 1931 w Harlech) – poeta i pisarz irlandzki. Syn biskupa Limerick. Kształcił się w Windermere College, później na Uniwersytecie w Dublinie. Brał udział w odrodzeniu celtyckim.
Autor licznych ballad, m.in.: 
- Songs of Old Ireland (1882),
- Irish Songs and Ballads (1893),
- Irish Folk-Songs (1897),
- Songs of Erin (1901).

Był ojcem Roberta Gravesa, angielskiego poety i prozaika. W 1930 roku opublikował autobiografię, To Return to All That, stanowiącą ripostę na autobiografię syna, Wszystkiemu do widzenia (1929).